# Simics
Simics — полноплатформенный симулятор, используемый для запуска немодифицированных исполняемых файлов целевой платформы. Симулятор Simics изначально разрабатывался Шведским институтом информатики (SICS), из которого в 1998 году выделена компания «Virtutech» для коммерческой разработки симулятора. В 2010 году «Virtutech» приобретена компанией «Intel», и сейчас симулятор Simics реализуется интеловской дочерней компанией «Wind River Systems».
Simics может симулировать системы с архитектурой Alpha, х86-64, IA-64, ARM, MIPS (32х- и 64х-битной), MSP430, PowerPC (32х- и 64х-битной), POWER, SPARC-V8 и x86. На разнообразных симулируемых системах были запущены многие операционные системы, включая MS-DOS, Windows, VxWorks, OSE, Solaris, FreeBSD, Linux, QNX и RTEMS. Портирование операционной системы NetBSD на процессоры AMD64 было изначально осуществлено с использованием симулятора Simics до публичного выпуска данных процессоров. Часто Simics используется как виртуальная платформа для разработки ПО для конкретного вида встроенных аппаратных средств.
Текущая версия симулятора, Simics 6, доступна для операционных систем Windows и Linux.
Симулятор Simics имеет возможность исполнять программу в обратном направлении. Такое исполнение может показать, как случилась исключительная ситуация или программная ошибка. Когда в обратном направлении исполняется операционная система (напр. Linux), то ранее удалённые файлы появляются обратно в тот момент, когда симуляция (двигающаяся обратно) проходит через момент их удаления, информация, отображаемая на экранах, также проигрывается в обратном направлении.